# River Quin
Der River Quin ist ein Wasserlauf in Hertfordshire, England. Er entsteht nordöstlich von Barkway und fließt in südlicher Richtung bis zu seiner Mündung in den River Rib südlich von Braughing.